# Sjeverni catanduanes bicolano jezik
Sjeverni catanduanes bicolano jezik  (pandan; ISO 639-3: cts), jedan od osam bikolskih jezika s Filipina, kojim govori 122 000 ljudi (2000) na sjeveru filipinske provincije Catanduanes. 
Drugi naziv ovog jezika je pandan, što je i naziv podskupine bikolskih jezika čiji je jedini predstavnik. Član je makrojezika bikol [bik].

## Vanjske poveznice
- Ethnologue (14th)
- Ethnologue (15th)